# Jean-Jacques Perret
Pour les articles homonymes, voir Perret.
Jean-Jacques Perret, né le 30 juillet 1730 à Béziers et mort le 2 avril 1784 à Paris, est un coutelier français.

## Biographie

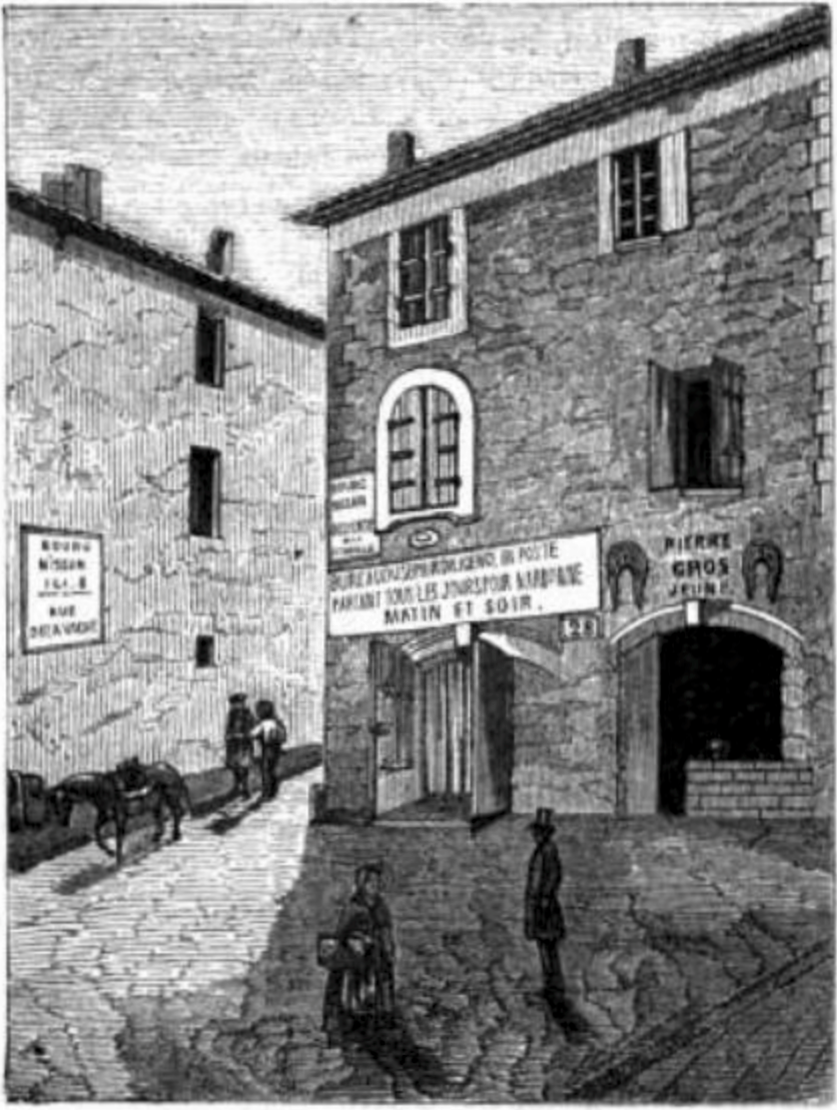
Maison natale de Perret à Béziers.

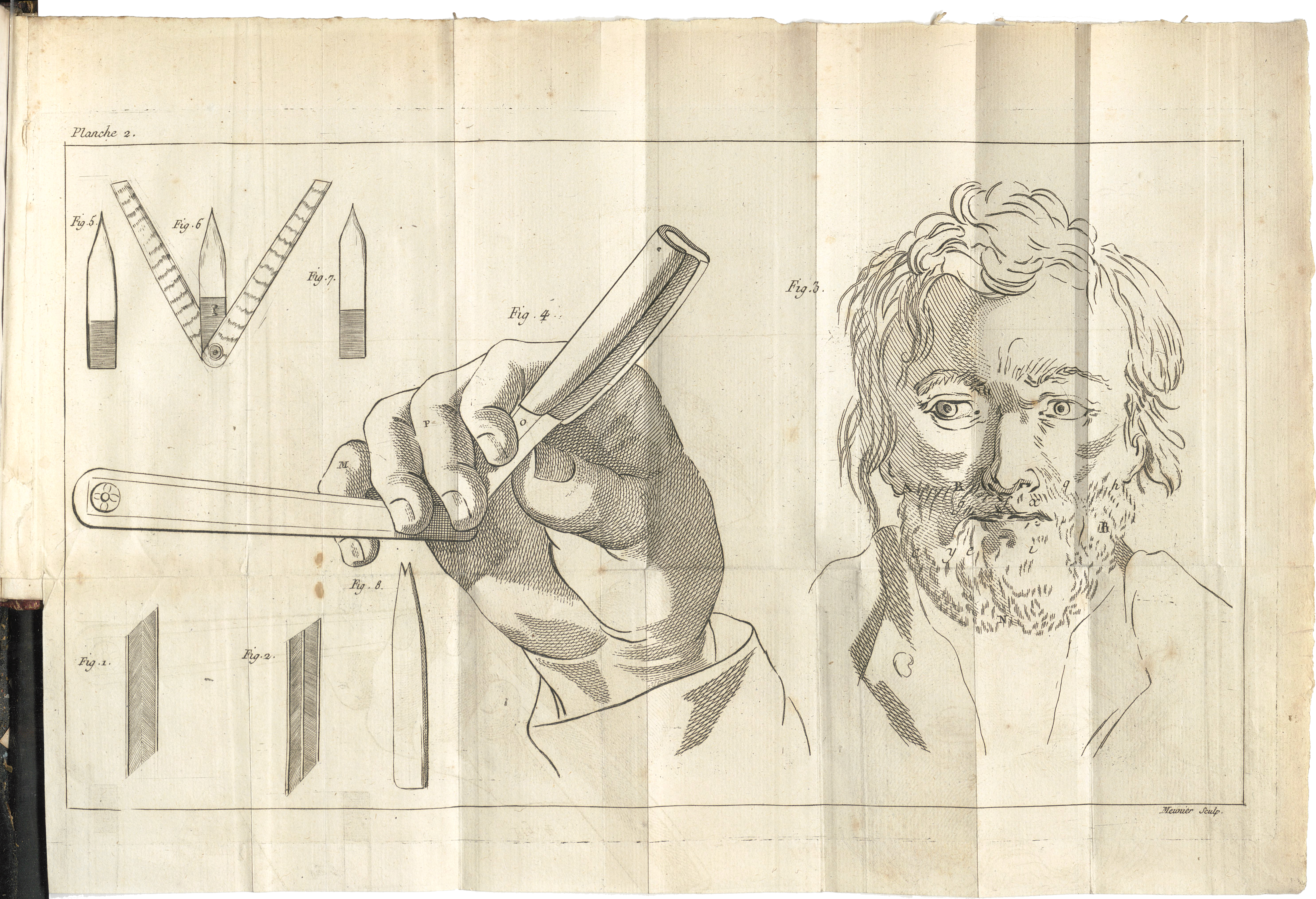
Le rasoir à rabot de Jean-Jacques Perret.

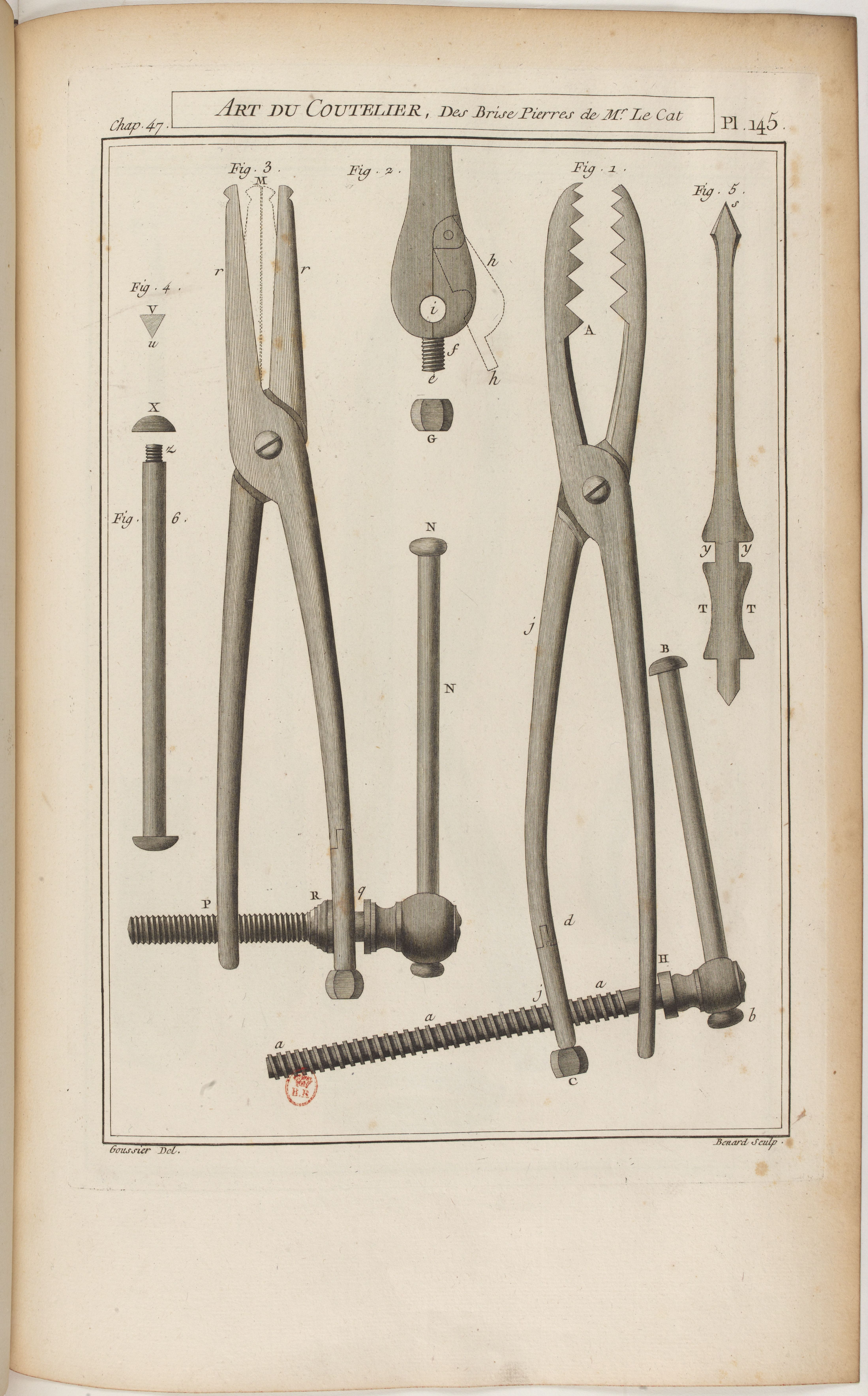
Planche des Brise Pierres de M Le Cat.

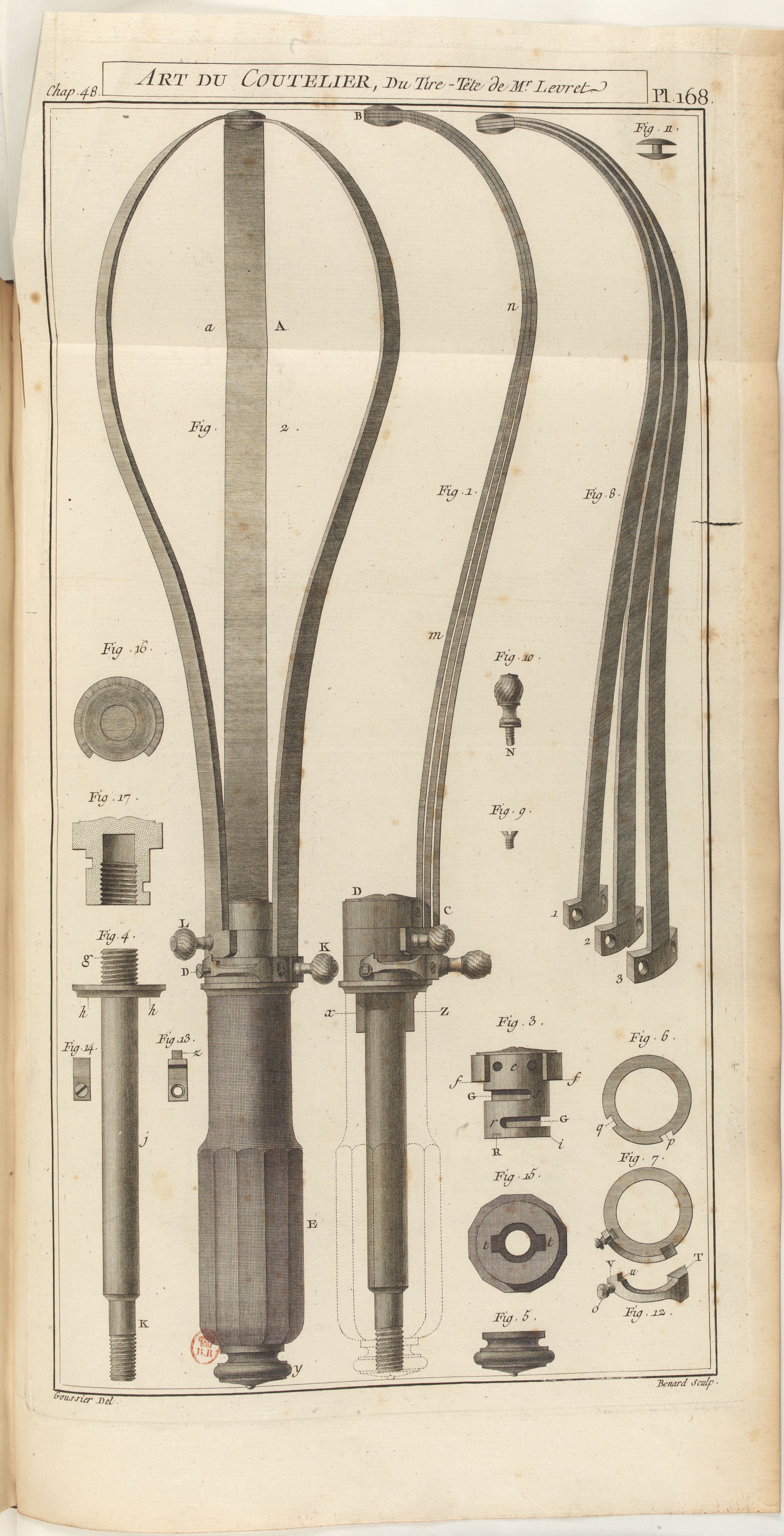
Planche du Tire-Tête de M Levret.

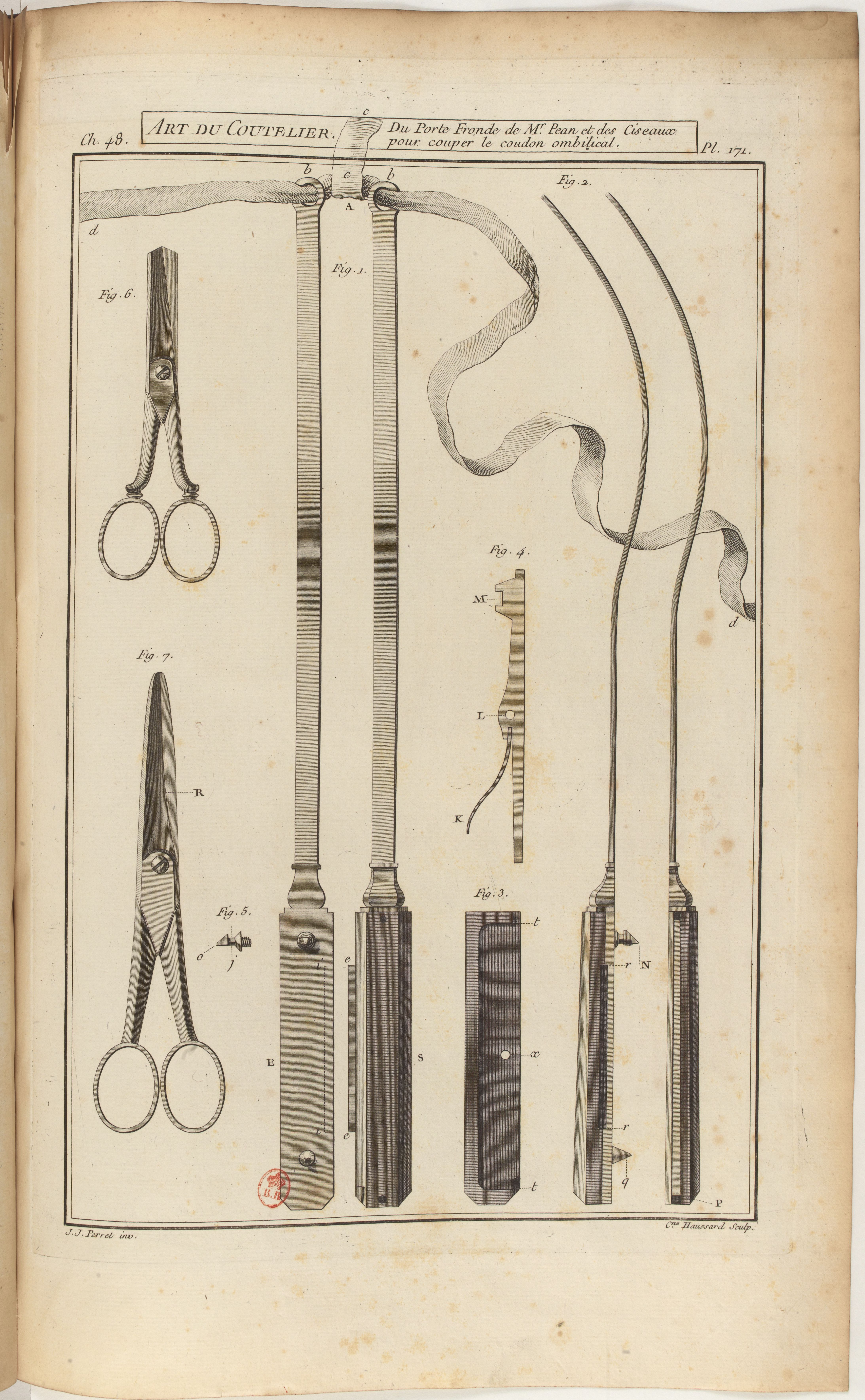
Planche du Porte Fronde de M Pean et des Ciseaux pour couper le cordon ombilical.

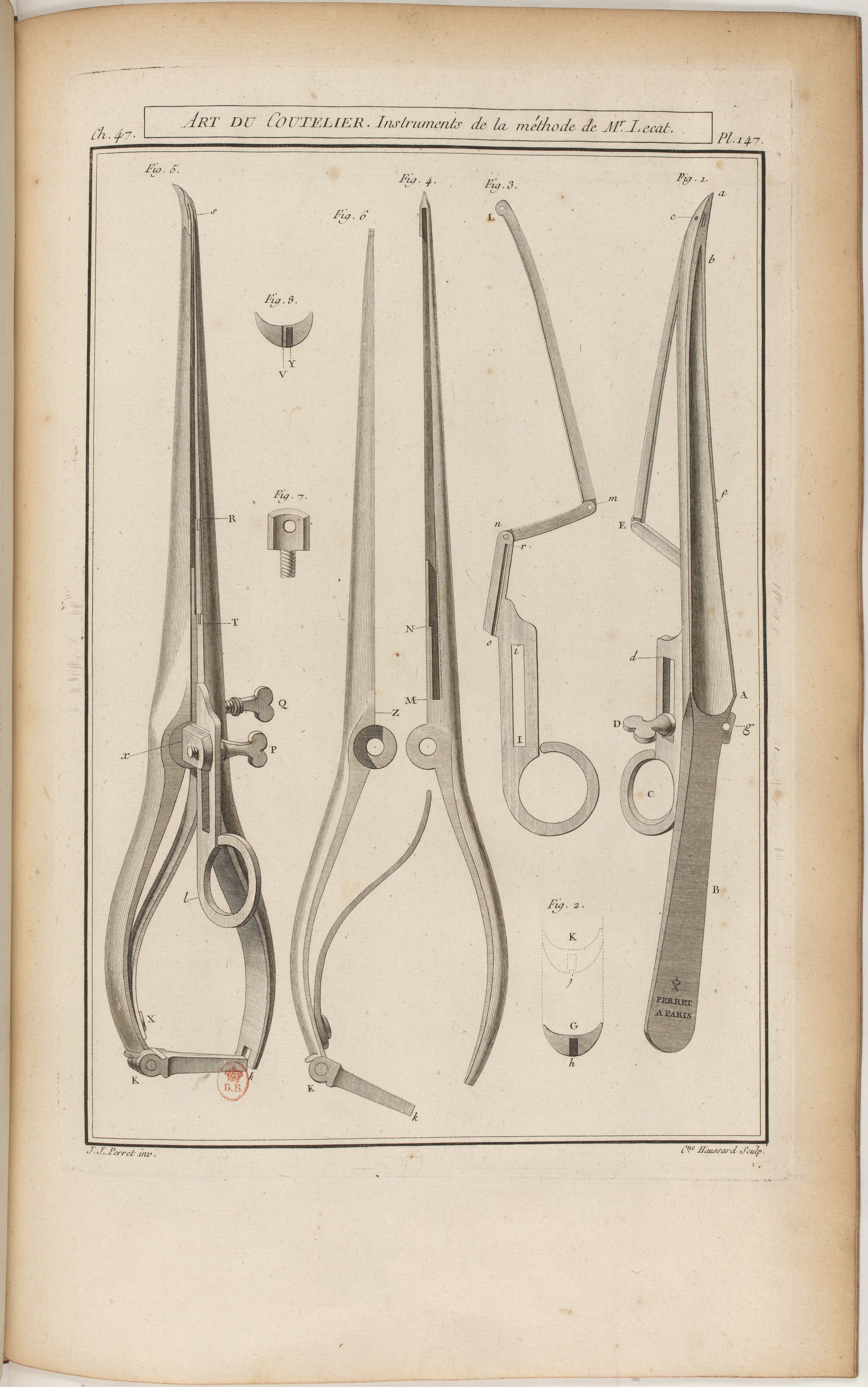
Planche des instruments de M Pean et des Ciseaux pour couper le cordon ombilical.

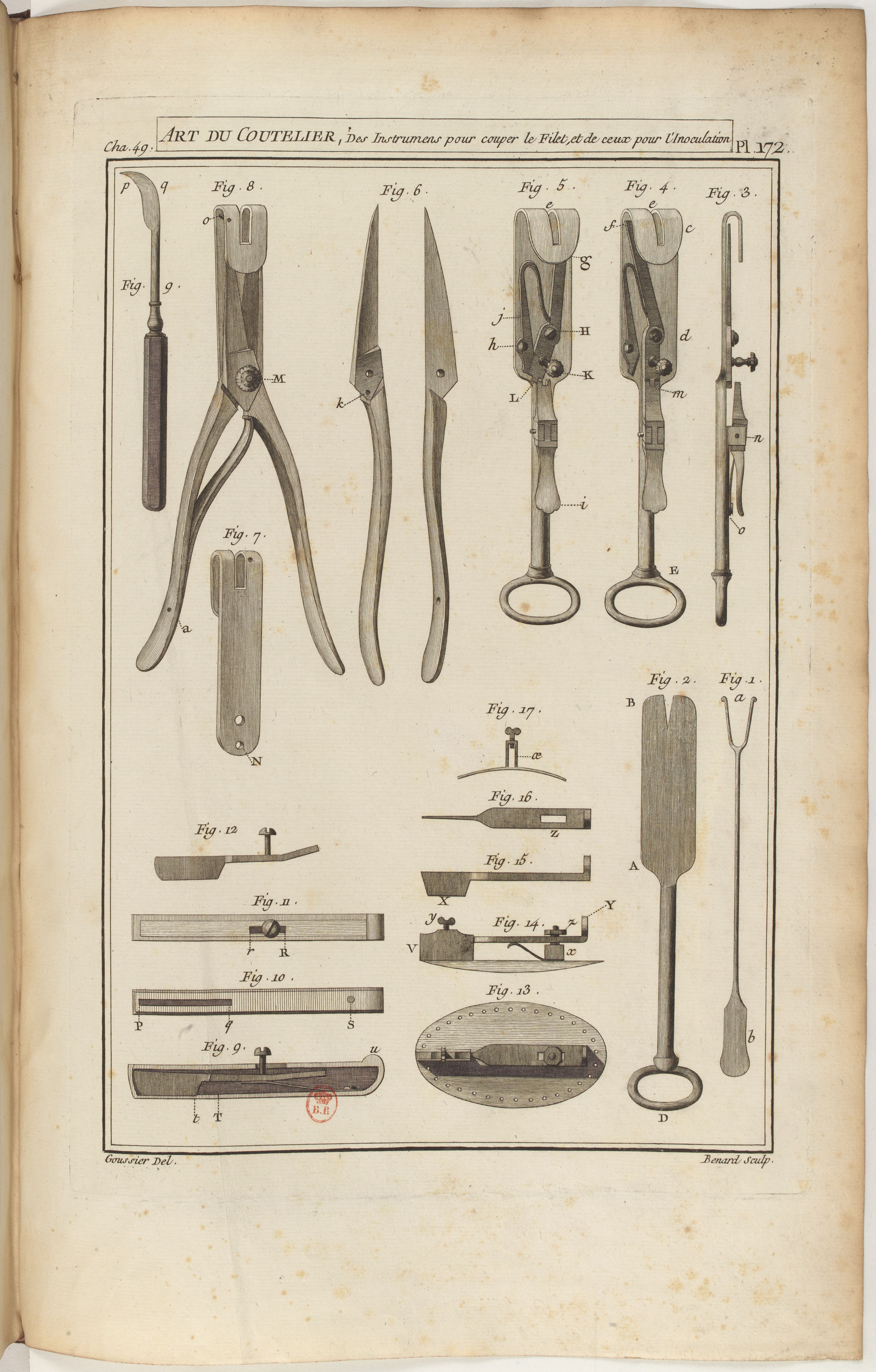
Planche des instruments pour couper le filet, et de ceux pour l’inoculation.

Fils de de Jeanne Limoges et d’Étienne Perret, lui-même coutelier, le jeune Jean-Jacques, a grandi rue Descente de la Citadelle,, destiné à prendre l’état de son père qu’il a appris, pour ainsi dire, dès l’enfance. Parvenu à l’âge de 12 ans, à la fin de son apprentissage, il est parti faire son tour de France, parcourant les principales villes du midi, voyageant à pied, portant lui-même son bagage.
Ambitionnant de monter à Paris, après s’être fait la main en province, il a pris le chemin de la capitale dès qu’il a senti qu’il pouvait sans crainte se présenter dans un grand atelier. À son arrivée, âgé de 15 ans, son premier soin a été de se présenter chez le maitre coutelier le plus habile et le plus renommé de la capitale. Le contremaitre de l’atelier, exclusivement composé d’ouvriers expérimentés, a refusé de l’admettre sans même mettre son savoir à l’épreuve. Il est alors allé supplier le patron lui-même de l’admettre. Ce dernier fabriquant principalement des outils de chirurgie, spécialité peu familière à Perret, le contremaitre lui a ordonné de fabriquer une lancette, instrument dont la facture exigeait les plus grands soins et les connaissances les plus étendues sur la manipulation de l’acier. Cette tâche ne pouvant être confiée à la main peu exercée d’un apprenti, celui-ci devait y échouer, et son renvoi de l’atelier était assuré. Or, sans proférer une parole, celui-ci s’est mis à la tâche et n’a abandonné l’atelier qu’après avoir confectionné l’outil. La perfection de l’instrument était si extraordinaire, la tournure de la lancette si neuve que le contremaitre, qui s’appelait Foucou, est devenu son ami et son protecteur. Les ouvriers de l’atelier lui ont également décerné l’instrument qu’il avait si avantageusement perfectionné, pour le récompenser.
La fabrication des instruments de chirurgie étant la partie la plus noble de l’art du coutelier, il ne pensait qu’à faire progresser ce savoir-faire. Comme il était indispensable d’opérer lui-même sur le cadavre, et effectuer presque toutes les opérations du chirurgien, en leur présence, pour parvenir à son but, il a assisté sans mot dire au cours d’anatomie de l’école de Médecine de Paris. Recueillant, dans un coin de l’amphithéâtre, les explications du professeur, son assiduité a néanmoins frappé cependant un étudiant en médecine Claude-Nicolas Le Cat, qui devait devenir le chirurgien si connu. Un jour qu’à l’atelier de dissection, Lecat se plaignait de son scalpel, Perret s’est avancé vers lui pour lui en offrir un de sa fabrication. Lecat, ayant admiré le fini de l’instrument, lui a demandé qui lui était et pour quoi il suivait les cours de dissection. Perret lui ayant répondu qu’il était ouvrier coutelier desireux de se perfectionner dans la fabrication des instruments de chirurgie, mais qu’il était trop pauvre pour pouvoir se livrer lui-même à des dissections, Le Cat lui a répondu : « Tu es pauvre, dis-tu, eh ! bien tu dissèqueras avec moi. »
Le projet de l’ouvrier coutelier a longtemps alimenté les conversations à l’École de Médecine de Paris. Le docteur Morand, censeur royal et inspecteur des hôpitaux militaires, ayant désiré le connaitre, lui a bientôt accorder sa protection. Aucune opération majeure n’était entreprise sans que Perret ne soit prévenu. Le Docteur Morand lui a même permis d’opérer sous ses yeux.
En 1753, devenu anatomiste distingué, âgé de 23 ans, contre toutes sollicitations de Le Cat qui l’engageait fortement à se faire recevoir chirurgien,, il a demandé à être reçu maitre au prévôt des couteliers de Paris. Sa réputation était telle qu’il a été reçu à l’unanimité. Il avait même été dispensé, comme fils de maitre, du chef-d’œuvre, mais il a déclaré formellement qu’il ne voulait jouir d’aucune dispense et qu’il exécuterait un travail pour être soumis à l’approbation des jurés gardes. Il a, pour ce faire, présenté à ses collègues une coupe en acier, qui a été conservée dans les archives de la prévôté, comme un modèle du genre. Comme de raison, les statuts des maitres couteliers stipulant que la maitrise en corps octroie à chaque récipiendaire le sujet du poinçon particulier que chaque nouveau maitre devait adopter et qui devait être apposé sur chaque ouvrage sorti de ses mains, le corps des couteliers, après délibération, lui a recommandé, le 24 mai 1753 de faire figurer sur son poinçon, comme sur son enseigne, une coupe.
Son établissement comme maitre coutelier a été suivie de celle de son mariage, dont il a eu une fille, qui est devenue l’épouse d’un maitre coutelier. Son atelier, jusqu’au moment de son décès, fut toujours situé. Son magasin de la rue de la Tixéranderie est devenu en peu de temps le plus achalandé de la capitale. La France, l’Italie, la Savoie, l’Espagne, l’Angleterre, l’Allemagne, la Russie lui ont payé leur tribut. La fabrication des instruments de chirurgie était continuelle ; vingt ouvriers ne pouvaient suffire à toutes les demandes. Perret a néanmoins entrepris de laisser son nom à la postérité en reproduisant les instruments de chirurgie des anciens. Après huit années de travaux, il a réussi à recomposer l’arsenal des instruments de chirurgie de l’antiquité et des temps modernes. En 1761, il a acquis l’estime et la gratitude de l’Académie royale de chirurgie en présentant à son approbation de la collection la plus complète qui ait existé des instruments chirurgicaux tant anciens que modernes. Il a alors été désigné à tous les médecins opérants comme l’homme qui joignait les qualités supérieures de l’homme instruit à l’habileté du fabricant. L’Académie des Sciences lui a, en outre, marqué sa confiance en lui soumettant dès lors tous les essais des pièces d’acier qui lui étaient présentés. Elle adoptait aussi sans restriction le rapport qu’il lui transmettait.

Il a été, à de nombreuses reprises, nommé à l’élection jurégarde, et il a exercé pendant longues années les fonctions de premier prévôt de la maitrise des couteliers. Il a mené des études sérieuses sur toutes les parties de l’art du coutelier, améliorant les procédés les plus usuels, descendant aux détails les plus minutieux lorsqu’il pensait que ses investigations auraient pour résultat le soulagement de l’humanité. C’est ainsi qu’il a consacré l’année à des perfectionnements à introduire dans la forme et la fabrication des rasoirs. Selon celui-ci : 

« Un bon rasoir peut être gâté par celui qui le manie. En le tenant trop droit un seul coup peut renverser le tranchant et l’émousser. Il faut que le tranchant soit fin. Cependant il doit couper des poils courts et a quelquefois très durs qui prennent naissance dans le tissu cellulaire et traversent la peau qui est fort sensible. Ceux à que l’on rase exigent que la barbe soit coupée fort ras et sans presque sentir le rasoir… pour rendre donc à l’opération de la barbe moins fatigante et surtout moins douloureuse il faut que le rasoir soit assez aigu pour trancher net, assez doux pour qu’il ne se fasse pas sentir, assez dur pour qu’il résiste à plusieurs opérations sans que son extrême finesse s’émousse ou s’arrondisse. »

Pour résoudre ce problème, il s’est inspiré du rabot de menuisier pour ajuster un fût de bois à une lame de rasoir. Après avoir découvert le point fixe de la sortie du tranchant hors du fût et l’inclinaison que la lame devait avoir sur le visage, il est parvenu, à force de soins, à élaborer un rasoir qu’on a nommé « à rabot », très commode pour apprendre aux individus désirant se raser eux-mêmes, mais qui peu accoutumés au maniement des instruments tranchants redoutaient l’approche du rasoir sur le visage ou ceux qui appréhendaient la main des barbiers, à se raser eux-mêmes. Au terme de très nombreux essais de l’instrument tous réussis, il s’est adressé au rédacteur au Mercure de France, Pierre-Antoine de La Place, qui en a donné la description et prôné les avantages. Les rasoirs de Perret sont devenus à la mode en France et à l’étranger. Le débit des rasoirs à rabot a été tel que pendant plus de six mois, cette seule fabrication a employé six ouvriers. La vogue n’en cessé dans les ateliers de Perret, que lorsque les couteliers de province se sont avisés d’utiliser ces rasoirs de nouvelle invention.
Patient dans ses recherches, Perret ne se livrait jamais à la confection d’un instrument de chirurgie, sans chercher à connaitre quels étaient les perfectionnements dont il était susceptible. Si l’auteur de l’instrument était vivant, il se mettait en rapport avec lui, et lui faisait part de ses découvertes. Si l’instrument avait une date ancienne, il le livrait au public avec des modifications qui recevaient toujours la sanction des corps savants. En avril 1767, il était occupé à fabriquer un instrument du chirurgien Tenon, destiné à faire la section de la cornée transparente, dans l’opération de la cataracte. Cet outil avait déjà reçu la dernière main de l’ouvrier, et allait disparaitre de l’établi lorsque Perret s’est avisé qu’un tel instrument pouvait encore mieux fendre que percer. Il l’a utilisé avec succès pour ouvrir les paupières d’un chaton qui restaient fermées. Ce nouvel emploi que l’on pouvait faire de l’instrument du chirurgien Tenon, a fait l’objet d’un Mémoire adressé à l’Académie des Sciences, qui l’a consigné dans son recueil, dans la mesure où le traitement pouvait également s’appliquer aux humains.
Perret s’est également intéressé aux substances pulvérisées et préparées pour polir et donner du brillant aux ouvrages de coutellerie, que les couteliers appellent potées. Après être passé de l’émeri à la potée d’étain pour donner au tranchant des lancettes, qui avaient besoin d’un plus beau poli, un lustre et un brillant plus beau que l’émeri, les Anglais avaient fait une potée rouge, qui donne à l’acier un très beau poli noir. Depuis son établissement, Perret n’a eu de cesse de faire des essais pour connaitre les substances qui entraient dans le rouge dit « d’Angleterre », dont les couteliers français faisaient usage, mais sans en connaitre la composition. En 1769, il a résolu, après d’infinies manipulations, le problème, en mettant au point une composition donnant à l’acier un poli aussi vif et aussi beau que celui d’Angleterre, à laquelle il a donné le nom de potée d’acier. Pour prouver la qualité de sa potée, il a eu l’idée de forger un miroir d’acier de près de 9 cm de largeur 15,5 cm de hauteur, dont le fini était exquis et le poli parfait. Ayant soumis cette pièce, prouvant que sa méthode ne le cédait en rien à celle des Anglais, à l’Académie des Sciences, celle-ci a chargé les académiciens Gabriel Jars et Mathieu Tillet de lui rendre compte de cette découverte. À l’issue de longues investigations et d’un examen des plus sérieux au cours duquel il a remis une foule d’objets de coutellerie, dont le poli était de plus en plus parfait, de nouveaux essais ont eu lieu devant les commissaires eux-mêmes, un rapport solennel du 15 juillet 1769, a proclamé que la découverte de Perret méritait l’approbation de l’Académie.
Perret devait encore perfectionner la potée d’acier dont il avait déjà publié le procédé dans la Gazette des arts et métiers. En 1780, dans son Mémoire sur l’acier, il a donné sa nouvelle recette en déclarant que sa nouvelle potée étant faite sans l’intermédiaire d’aucun acide et qu’elle était exempte de tous les défauts dont les autres étaient remplies, qu’elle était la meilleure, la plus expéditive, et très préférable au rouge d’Angleterre, qui n’était autre chose que de la roche calcinée dans le fourneau où l’on fond la mine de fer. Loin de garder cette invention pour lui-même, il l’a livrée à ses collègues par une circulaire générale, et la potée d’acier a été mise en pratique, partout où la coutellerie avait des représentants.
Le 24 septembre 1769, il eut l’occasion de présenter son miroir en acier poli à Louis XV, qui l’a fait coutelier du Château. Ayant déjà soumis plusieurs mémoires bien accueillis à l’Académie des Sciences et à celle de Chirurgie, il a publié, le 15 janvier 1770, la Pogonotomie ou l’art d’apprendre à se raser soi-même, avec la manière de connaitre toutes sortes de pierres propres à affiler tous les outils ou instruments, et les moyens de préparer les cuirs pour repasser les rasoirs, la manière d’en faire de très bons, suivi d’une observation importante sur la saignée. Cet ouvrage a connu un grand succès, plusieurs éditions et mêmes contrefaçons étrangères à La Haye et à Berne,. Les rasoirs à rabot ont ainsi eu un moment de recrudescence, l’opuscule faisant vendre les rasoirs et les rasoirs faisant vendre l’opuscule.
En 1770, Perret a apporté une grande amélioration dans la confection de l’instrument du docteur Charpentier, destiné à arracher les dents. Perret a fait disparaitre tout ce qui pouvait gêner le service de cet instrument, dont le mécanisme était compliqué et fonctionnait mal. Il en a réduit les proportions et tellement changé la forme et les contours qu’il était visible que ce n’était plus l’instrument primitif. Perret a amélioré et perfectionné presque tous les instruments de chirurgie, dont les bistouris, les sondes, les algalies, les lithotomes, les instruments servant aux accouchements, et à l’opération du trépan.
La découverte de l’acier noir a lancé a lancé une mode dans la coutellerie française. Les chaines, les boucles, les boutons, les ganses, les pommeaux d’épée, les étuis, les éventails, et mille autres objets usuels ont tous confectionnés en acier poli. La Cour de Versailles elle-même a donné l’élan. Le duc de Normandie, le comte de Provence et le comte d’Artois ont les premiers à porter des objets en acier à leur chaussure, à leur coiffure, à leurs vêtements. Lorsque les grands se sont mis à imiter cet exemple, l’industrie française n’a plus rien eu à envier à l’étranger. Par reconnaissance pour les bontés du comte d’Artois, Perret lui a fait cadeau d’une chaine de montre, d’une simplicité remarquable et d’un fini exquis, en acier damasquiné, c’est-à-dire, avec des incrustations en or. Le comte d’Artois a porté journellement et pendant fort longtemps la chaine en acier damasquiné, et lorsqu’on vantait devant lui la beauté de ce petit ouvrage, il s’écriait avec vivacité : « Produit français, produit français. »
En 1761, l’Académie des Sciences avait fait paraitre plusieurs descriptions de certains arts et métiers. Fougeroux et Duhamel étaient chargés de publier la partie concernant la coutellerie. Ayant reconnu l’insuffisance de leurs connaissances pour accomplir ce travail minutieux et compliqué, ceux-ci ont demandé, à leur tour, à Perret de s’en charger. La description de l’Art du Coutelier a nécessité des travaux infinis. Il a, pour ce faire, fait confectionner les dessins de plus de 300 grandes planches, dont les détails minutieux n’ont exigé pas moins de 3 gros volumes in-folio,,. S’étant engagé envers l’Académie à faire paraitre la première partie de son œuvre aux premiers jours de l’année 1770, il s’est montré exact à remplir sa promesse. La première partie de l’ouvrage est relative à la coutellerie proprement dite, tandis que la seconde, parue vers la fin de 1772, traite de la fabrication des instruments de chirurgie, y compris ceux destinés à disséquer et embaumer les corps, mais également celle du gagnepetit de la fabrique des cuirs à rasoir. En publiant les trois parties de l’Art du Coutelier, Perret a annoncé un Traité de Métallurgie, qui inclurait le relevé de ses nombreuses expériences sur la facture et les manipulations de l’acier. En 1773, il a terminé la troisième partie de la description des Instruments de chirurgie par un Dictionnaire de l’Art du Coutelier, opuscule destiné à servir de vadémécum à tous les praticiens de cette profession.
En janvier 1774, il a contracté une maladie grave provoquée par l’excès de travail. Pour conserver ses jours, les médecins les plus renommés de la capitale lui ont interdit l’usage de la forge ou de l’enclume pendant plus d’un an. Fidèle à cette prescription, Perret en a profité pour s’occuper sans relâche de son Traité de Métallurgie.
Le 14 avril 1774, il a été admis, après en avoir fait la demande accompagnée d’un mémoire intitulé « Sur les cassures que la trempe cause de l’acier, et sur les moyens d’y remédier », à l’Académie de Béziers. Toujours valétudinaire, languissant, il ne fabriquait presque plus lui-même. Ses forces s’épuisant, il s’est dépêché de consigner, par écrit, ses observations sur l’acier. En 1779, la Société des arts de Genève, a mis au concours le sujet des vertus, la manipulation, la trempe et l’emploi de l’acier. Cette occasion de mettre à profit toutes ses études sur cette partie de la métallurgie a été pour Perret le moment propice de mettre au jour le résumé de ses longues expériences et de ses pénibles recherches. À l’unanimité, le 19 décembre 1777, la Société des arts de Genève a couronné son mémoire, a inséré son travail dans le premier volume de ses Mémoires, et lui envoya le brevet d’associé honoraire. Ce mémoire n’était qu’un fragment d’un plus grand travail auquel il livrait Perret depuis longues années ; il a composé un mémoire considérable et important sur l’acier, qui a été livré en 1780. Sa santé déclinante l’a empêché de publier la suite de ses ouvrages. On a cependant trouvé dans ses manuscrits un excellent traité sur la fabrication des cuirs à rasoir. Ce dernier de ses ouvrages est le seul qu’il ait eu le temps d’exécuter.
En 1782, il s’est consacré aux effets du magnétisme sur le fer et sur l’acier pris dans différentes formes et différents états:159, mais ces travaux sont restés imparfaits, ses expériences n’ayant été effectuées que sous la pression des esprits, qui, à cette époque, étaient sous l’influence des progrès du magnétisme. Selon Louis Domairon, Perret était naturellement de caractère violent et emporté, mais il avait su se maitriser pour mieux commander aux autres ; petit de taille, il était simple dans ses vêtements comme dans ses manières, sa figure était calme, son abord bienveillant, son œil vif, son regard plein de bonté.

## Publications
- La Pogonotomie : ou l'art d'apprendre à se raser soi-même, Paris, Dufour, 1769, XXIV-[4]-197-[1] p.-p. XXIII-XVII-[2] p., pl., in-8° (lire en ligne sur Gallica).
- L’Art du coutelier : première partie, t. 1, Paris, Saillant et Nyon, 1771, iv-239, in-fol., pl. (lire en ligne sur Gallica)
- L’Art du coutelier expert en instruments de chirurgie : seconde partie de l’Art du coutelier, t. 2, Paris, L.-F. Delatour, 1772, 527 p., in-fol., pl. (lire en ligne sur Gallica).
- Mémoire sur l’acier : dans lequel on traite des différentes qualités de ce métal, de la forge, du bon emploi & de la trempe…, Paris, Desaint, 1779, 214 p. (lire en ligne).